# Municipio de Morning Sun
El municipio de Morning Sun (en inglés: Morning Sun Township) es un municipio ubicado en el condado de Louisa en el estado estadounidense de Iowa. En el año 2010 tenía una población de 1198 habitantes y una densidad poblacional de 12,28 personas por km².

## Geografía
El municipio de Morning Sun se encuentra ubicado en las coordenadas 41°6′5″N 91°16′50″O / 41.10139, -91.28056. Según la Oficina del Censo de los Estados Unidos, el municipio tiene una superficie total de 97.53 km², de la cual 97,52 km² corresponden a tierra firme y (0,02 %) 0,02 km² es agua.